# Тимелія золотолоба
Тиме́лія золотолоба (Dasycrotapha speciosa) — вид горобцеподібних птахів родини окулярникових (Zosteropidae). Ендемік Філіппін.

## Опис
Довжина птаха становить 16 см. Верхня частина тіла оливкова, поцяткована тонкими білими смужками, нижня частина тіла жовта, груди і жовіт оливкові, горло поцятковане помітними чорними плямами. Голова чорнувата, на лобі і обличчі золотисто-жовта пляма, щоки поцятковані білими смужками, за очима оранжеві плями. Навколо очей жовті кільця, дзьоб жовтий.

## Поширення і екологія
Золотолобі тимелії мешкають на островах Негрос і Панай. Вони живуть в густому підліску вологих рівнинних тропічних лісів. Зустрічаються поодинці або невеликими зграйками, на висоті від 75 до 1180 м над рівнем моря, переважно на висоті до 1000 м над рівнем моря. Часто приєднуються до змішаних зграй птахів разом з віялохвістками, вівчариками і кравчиками. Живляться комахами, ягодами, плодами і квітками. 

## Збереження
МСОП класифікує цей вид як такий, що перебуває під загрозою зникнення. За оцінками дослідників, популяція золотолобих тимелій становить від 3500 до 15000 птахів. Їм загрожує знищення природного середовища.